# Amyttopsis bakowskii
Amyttopsis bakowskii är en insektsart som beskrevs av Naskrecki 2008. Amyttopsis bakowskii ingår i släktet Amyttopsis och familjen vårtbitare. Inga underarter finns listade i Catalogue of Life.